# Områdesikring
Områdesikring eller perimetersikring refererer til naturlige barriere eller byggede befæstninger til enten at holde uvedkommende ude - eller til at holde fanger eller dyr indespærret i et afgrænset område.
| Kriminalitet | Spire Denne artikel om kriminalitet er en spire som bør udbygges. Du er velkommen til at hjælpe Wikipedia ved at udvide den. |